# Галактики Мышки
NGC 4676 или галактики Мышки (другие обозначения — ZWG 159.72, VV 224, ARP 242) — две спиральные галактики в созвездии Волосы Вероники. Они находятся на расстоянии около 290 миллионов световых лет от Земли. Эти галактики взаимодействуют и в будущем может произойти их слияние. 
Б. А. Воронцов-Вельяминов назвал эти галактики «играющими мышками» за их овальные тела и длинные хвосты. Формирование хвостов связано с приливным взаимодействием — относительной разницей между гравитационным притяжением на ближней и дальней части каждой галактики. 
Астрономы считают Мышек архетипичным представителем проградного (с одинаковыми направлениями движения и вращения) слияния галактик. Алан и Юрий Тумре, авторы работы «Galactic Bridges and Tails» (1972) использовали компьютерную симуляцию столкновения галактик и пришли к выводу, что она хорошо согласуется с наблюдаемыми особенностями Мышек. В 2004 году Джошуа Барнс, используя более сложную динамическую модель, пришёл к выводу, что столкновение произошло примерно 170 миллионов лет назад, а окончательное лобовое столкновение и слияние галактик произойдёт через 540 миллионов лет.
Яркая галактика NGC 4676A имеет овальную форму. Её основная особенность — длинный тонкий приливной хвост, простирающийся на 80" к северу. Он является одним из наиболее ярких подобных объектов.
NGC 4676B соединена с NGC 4676A диффузным приливным мостом. Галактика имеет яркое ядро.
Галактики были сфотографированы в 2002 году космическим телескопом Хаббла.